# Lotte Hotels & Resorts
Lotte Hotels & Resorts là chuỗi khách sạn sang trọng của Hàn Quốc được điều hành bởi Lotte Hotel Co., Ltd., trực thuộc tập đoàn Lotte. Công ty được thành lập vào tháng 5 năm 1973. Bắt đầu với việc khai trương Lotte Hotel Seoul vào năm 1979, chuỗi khách sạn sang trọng được mở tại Jamsil, Busan, Jeju và Ulsan. Khách sạn thương gia đầu tiên là Lotte City Hotel Mapo được khai trương vào tháng 4 năm 2009, và chuỗi khách sạn nước ngoài đầu tiên là Lotte Hotel Moscow được khai trương vào tháng 6 năm 2010. Vào ngày 8 tháng 12 năm 2011, khách sạn thương gia thứ hai là Lotte City Hotel Gimpo Airport được khai trương trong khu phức hợp Lotte Mall sân bay Gimpo.

## Lịch sử
Tập đoàn Lotte được thành lập tại Nhật Bản và mở rộng sang Hàn Quốc với việc thành lập Lotte Confectionery Co., Ltd vào năm 1967. Lotte bao gồm hơn 60 đơn vị kinh doanh trong các ngành công nghiệp đa dạng như sản xuất kẹo, đồ uống, khách sạn, thức ăn nhanh, bán lẻ, dịch vụ tài chính, hóa chất nặng, điện tử, công nghệ thông tin, xây dựng, xuất bản và giải trí.
Lotte Hotels & Resorts được thành lập vào năm 1973 với việc khai trương khách sạn đầu tiên trong chuỗi Lotte Hotel Seoul, tọa lạc tại Jung-gu. Đặc trưng của khách sạn này là có phòng Suite Royal rộng 460 mét vuông.
Công ty mở rộng hoạt động kinh doanh vào năm 1988 và mở một khu phức hợp giải trí Lotte World, gồm một công viên giải trí lớn trong nhà, một công viên giải trí ngoài trời, một hòn đảo được liên kết bởi monorail, trung tâm mua sắm, khách sạn, bảo tàng dân gian Hàn Quốc, các trung tâm thể thao và rạp chiếu phim bên trong một khu vực.
Khách sạn Lotte Hotel Busan thứ ba được khai trương vào năm 1997 tại Busan, thành phố lớn thứ hai sau thủ đô Seoul và là thành phố cảng lớn nhất Hàn Quốc.
Lotte Hotel Jeju được khai trương vào năm 2000 trên đảo Jeju, nơi có khí hậu ôn đới, cảnh quan thiên nhiên và các bãi biển. Jeju là địa điểm du lịch nổi tiếng đối với người Hàn Quốc cũng như du khách đến từ các khu vực khác của Đông Á. Hai năm sau, chuỗi khách sạn đã mở Lotte Hotel Ulsan.
Khách sạn Lotte City Hotel Mapo thứ sáu được khai trương vào năm 2009 tại Mapo-gu, Seoul. "Khách sạn thành phố" này chuyên phục vụ cho khách doanh nhân. Ngoài ra còn có một khách sạn tương tự ở Tokyo, Nhật Bản (Lotte City Hotel Kinshicho).
Chuỗi khách sạn nước ngoài đầu tiên là Lotte Hotel Moscow đã được khai trương tại Nga vào năm 2010.
Lotte City Hotel Gimpo Airport được khai trương tại Banghwa-dong, Gangseo-gu, Seoul vào ngày 8 tháng 12 năm 2011. Khách sạn nằm trong khu phức hợp Lotte Mall sân bay Gimpo. Tòa nhà 8 tầng có 197 phòng, 1 nhà hàng buffet, phòng tiệc, phòng hội nghị doanh nhân, trung tâm thể dục và tiệm giặt ủi.